# Titz
Titz település Németországban, azon belül Észak-Rajna-Vesztfália tartományban. Lakosainak száma 8886 fő (2023. december 31.). Titz Erkelenz, Neuss, Bedburg, Elsdorf, Niederzier, Jülich és Linnich községekkel határos.

## Népesség
A település népességének változása:
| Lakosok száma | 7245 | 8329 | 8361 | 8569 | 8686 | 8886 |
|               | 1975 | 2017 | 2019 | 2021 | 2022 | 2023 |